# An Lão, Bình Định
An Lão là một huyện miền núi cũ nằm ở phía bắc tỉnh Bình Định, Việt Nam.

## Địa lý
Huyện An Lão nằm ở phía bắc của tỉnh Bình Định, cách Quốc lộ 1 32 km về phía tây bắc và cách thành phố Quy Nhơn khoảng 115 km về phía bắc, có vị trí địa lý: 
- Phía bắc giáp huyện Ba Tơ, tỉnh Quảng Ngãi
- Phía nam giáp huyện Hoài Ân và huyện Vĩnh Thạnh
- Phía đông giáp thị xã Hoài Nhơn
- Phía tây giáp huyện Kbang, tỉnh Gia Lai.

Theo thống kê năm 2019, huyện có diện tích 697 km², dân số là 27.837 người, mật độ dân số đạt 40 người/km².
Bốn phía của huyện bao bọc bởi nhiều dãy núi nên còn được gọi là thung lũng An Lão. Trung tâm huyện lỵ là thị trấn An Lão cách quốc lộ 1 khoảng 32 km.
Dân số của huyện là khoảng 31.799 người, chủ yếu gồm người Kinh phân bố chủ yếu ở An Hoà, An Tân và thị trấn An Lão, người Hrê xã An Vinh, An Dũng, An Trung, An Hưng và người Ba Na ở xã An Toàn, An Nghĩa.
DT629 là con đường tỉnh lộ duy nhất nối các huyện khác đến với An Lão. Theo quy hoạch, DT629 sẽ thông tới tới huyện Ba Tơ, Quảng Ngãi, tuy nhiên vì nhiều lý do về vốn, con đường này chỉ đang dừng lại ở xã An Hưng, huyện An Lão. Khiến cho việc di chuyển và lưu thông hàng hóa của nhân dân trong huyện còn khó khăn, đặc biệt là những lúc bão lũ.
Thời tiết ở huyện chịu ảnh hưởng của khí hậu Tây Nguyên. Bởi khác biệt về địa hình nên khí hậu đôi khi không theo khí hậu chung trong khu vực. Một năm có hai mùa rõ rệt, mùa mưa và mùa khô.

## Hành chính
Huyện An Lão có 10 đơn vị hành chính cấp xã trực thuộc, bao gồm thị trấn An Lão (huyện lỵ) và 9 xã: An Dũng, An Hòa, An Hưng, An Nghĩa, An Quang, An Tân, An Toàn, An Trung, An Vinh.

## Lịch sử
Huyện An Lão thuộc tinh Nghĩa Bình được tái lập ngày 24 tháng 8 năm 1981 trên cơ sở một phần diện tích và dân số của huyện Hoài Ân, gồm 7 xã: An Dũng, An Hòa, An Hưng, An Quang, An Toàn, An Trung và An Vinh.
Ngày 19 tháng 2 năm 1986, Hội đồng Bộ trưởng ban hành quyết định 15-HĐBT2, theo đó:
- Chia xã An Hòa thành 2 xã: An Hòa và An Tân
- Chia xã An Quang thành 2 xã: An Quang và An Nghĩa.

Năm 1989, huyện An Lão thuộc tỉnh Bình Định vừa được tái lập.
Ngày 11 tháng 4 năm 2007, Chính phủ ban hành Nghị định số 66/2007/NĐ-CP, theo đó: 
1. Thành lập thị trấn An Lão (thị trấn huyện lỵ huyện An Lão) trên cơ sở điều chỉnh 153,25 ha diện tích tự nhiên và 508 nhân khẩu của xã An Hưng; 1.020,83 ha diện tích tự nhiên và 2.316 nhân khẩu của xã An Trung; 472,12 ha diện tích tự nhiên và 2.350 nhân khẩu của xã An Tân.
2. Sau khi điều chỉnh địa giới hành chính:

- Xã An Hưng còn lại 6.594,75 ha diện tích tự nhiên và 699 nhân khẩu.
- Xã An Trung còn lại 6.471,17 ha diện tích tự nhiên và 769 nhân khẩu.
- Xã An Tân còn lại 2.357,88 ha diện tích tự nhiên và 2.373 nhân khẩu.

Huyện An Lão có 1 thị trấn và 9 xã như hiện nay.

## Kinh tế - Xã hội
Ngành nghề chủ yếu ở huyện là nông nghiệp, lúa nước, hiện tại huyện có hai cụm công nghiệp là Gò Cây Duối tại xã An Hòa và Gò Bùi tại thị trấn An Lão. Đời sống của người dân đang ngày càng được cải thiện nhưng vẫn còn nhiều khó khăn.

### Giáo dục
Huyện có 2 trường trung học phổ thông (Trường THPT An Lão & Trường PTDTNT THCS - THPT An Lão), 2 trường bán trú THCS (An Lão & Đinh Ruối). Việc phổ cập giáo dục ở đây càng ngày được nâng cao về chất lượng.

### Các khu, cụm công nghiệp
1. Cụm công nghiệp Gò Bùi (KP.Gò Bùi, TT.An Lão)
2. Cụm công nghiệp Gò Cây Duối (thôn Long Hòa, xã An Hòa)

## Văn hóa - Du lịch

### Di tích - Danh thắng

#### I. Các di tích lịch sử – văn hóa cấp quốc gia, cấp tỉnh
1. Di tích lịch sử quốc gia Chiến thắng An Lão (TT.An Lão)
2. Di tích Địa điểm in bạc tín phiếu Liên khu V (xã An Hòa)
3. Di tích vụ thảm sát Đá Bàn (xã An Hưng)
4. Di tích Gộp Đá Lớn (xã An Quang)
5. Di tích Địa điểm Trường Quân chính Quân khu V (xã An Quang)
6. Di tích Nơi đặt Đài Tiếng nói Nam bộ trong kháng chiến chống Pháp (TT.An Lão)
7. Di tích Vụ thảm sát Giếng Đồn (xã An Tân)
8. Di tích Nhà tù cách mạng (xã An Hòa & xã An Tân)

#### II. Các di tích lịch sử – văn hóa đang đề nghị xếp hạng
1. Di tích Đá Môn - nơi diễn ra trận chống càn của một làng ở huyện (xã An Quang)
2. Di tích Gò Triết - thuộc làng Kon Lui, tại đây quần chúng đồng nổi dậy kháng chiến chống Pháp (xã An Dũng)
3. Di tích Gò Tỉ - địa điểm diễn ra trận chống càn năm 1969
4. Di tích Chi bộ Chính Nghĩa - nơi thành lập chi bộ đầu tiên của huyện An Lão

### Du lịch
1. Cổng trời An Lão - An Quang - An Nghĩa - xã vùng cao An Toàn
2. Thác K50, Thác K40, Thác Sông Mia
3. Hồ thủy lợi Đồng Mít
4. Hồ thủy điện Sông Vố (TT.An Lão)
5. Thác Đá Ghe, Thác Long Vo (xã An Hưng)
6. Hồ Hưng Long (xã An Hòa)
7. Thác 4 Tầng (xã An Quang)
8. Thác R’rê, Thác Rông (xã An Vinh)